# Apowen Rostomian
Apowen Rostomian (ros. Аповен Ростомян, orm. Ապավեն Ռոստոմյան, ur. 15 lutego 1905 w Katharinenfeldzie (obecnie Bolnisi w Gruzji), zm. 18 stycznia 1945 w Żarkach) – radziecki wojskowy narodowości ormiańskiej, sierżant, uhonorowany pośmiertnie tytułem Bohatera Związku Radzieckiego (1945).

## Życiorys
Urodził się w ormiańskiej rodzinie chłopskiej. W 1941 został powołany do armii, od września 1941 uczestniczył w wojnie z Niemcami, walczył na Froncie Zachodnim, Północno-Kaukaskim, 3 i 1 Ukraińskim jako dowódca oddziału 44 gwardyjskiego pułku piechoty (od lutego 1944 w składzie 15 Gwardyjskiej Dywizji Piechoty 5 Gwardyjskiej Armii) w stopniu sierżanta. 13 czerwca 1942 został ranny na Froncie Północno-Kaukaskim. 4 sierpnia 1944 brał udział w walkach na przyczółku sandomierskim i forsowaniu Wisły w rejonie Baranowa Sandomierskiego, 26 sierpnia w rejonie Stopnicy zastrzelił czterech żołnierzy wroga i dostarczył informacje o stanowiskach ogniowych wroga, za co 23 września 1944 został odznaczony Medalem za Odwagę. Wyróżnił się podczas operacji sandomiersko-śląskiej w styczniu 1945, podczas której uczestniczył w forsowaniu Pilicy i marszu w kierunku Buska-Zdroju, Szczekocin i Częstochowy. Podczas walk o Żarki zakrył własnym ciałem ambrazurę wrogiego bunkra, co umożliwiło żołnierzom z jego jednostki wykonać zadanie bojowe, jednak zginął przy tym. 10 kwietnia 1945 pośmiertnie został uhonorowany Złotą Gwiazdą Bohatera Związku Radzieckiego i Orderem Lenina.